# Guarianthe patinii
Guarianthe patinii là một loài thực vật có hoa trong họ Lan. Loài này được (Cogn.) Dressler & W.E.Higgins mô tả khoa học đầu tiên năm 2003.